# 林有臺
林有台（1582年—？），字尚琼，號剑石，福建福州府福清县人，盐籍，明朝政治人物。

## 生平
万历二十八年（1600年）庚子科福建乡试举人，三十五年（1607年）丁未科進士，工部觀政，三十六年授浙江萧山知县，四十二年考选，四十八年授湖广道御史，淮扬巡按，本年丁忧，天启三年补浙江道，督饷，升大理左寺丞。

## 家族
曾祖林讲。祖父林邦达，典史。父林元豪。母陈氏。具庆下。兄有施、有策、有贽、林琚。弟有崇、有良。